# Домников, Игорь Александрович
Игорь Александрович До́мников (29 мая 1959, Томск — 16 июля 2000, Москва) — российский журналист, редактор отдела спецпроектов «Новой газеты». 12 мая 2000 года стал жертвой нападения в центре Москвы, в результате которого скончался 16 июля 2000 года.

## Биография
С 1976 по 1979 годы обучался на филологическом факультете Томского государственного университета по специальности «Журналистика».
В 1981 году переехал в Норильск, работал корреспондентом многотиражной газеты «Норильский строитель».
С 1991 по 1995 годы — корреспондент городской газеты «Заполярная правда».
В январе 1995 года основал общественно-политическую газету «69 градусов», главным редактором которой пробыл до апреля 1998 года. Поскольку журналист испытывал постоянный политический прессинг со стороны мэра города Василия Ткачёва, ему пришлось в 1998 году переехать в Москву. В столице он стал работать специальным корреспондентом, затем заведующим отделом спецпроектов «Новой газеты».

## Покушение на жизнь и смерть
12 мая 2000 года около 23 часов преступники нанесли Домникову несколько ударов молотком по голове на улице Перерва в Москве. Журналист был госпитализирован в больницу с диагнозом «черепно-мозговая травма».
16 июля, так и не придя в сознание, в НИИ нейрохирургии им. Бурденко Игорь Домников скончался. Похоронен в Москве на Люблинском кладбище.

## Расследование и суд
После длительного расследования суд установил вину предпринимателя Павла Сопота, который в 2013 году приговорён к 7 годам колонии строгого режима за организацию преступления. Как было установлено, Сопот привлёк своего приятеля, главаря преступной группировки «Тагирьяновские» Эдуарда Тагирьянова и ещё троих членов банды в качестве исполнителей. Всех их, включая вожака, приговорили к пожизненным срокам заключения (совокупно по ряду особо тяжких преступлений). При дальнейшем расследовании выяснилось, что бизнесмен был лишь посредником, а заказчиком нападения на Домникова, по версии следствия, является бывший вице-губернатор Липецкой области Сергей Доровской. 
По данным Следственного комитета РФ, мотивом к расправе с журналистом явилась месть за опубликованные Домниковым с мая 1999 по февраль 2000 года в «Новой газете» статьи, где критиковалась работа Доровского в администрации Липецкой области. Дело по обвинению Доровского слушалось в Люблинском суде Москвы. 61-летний подсудимый систематически не являлся на процесс, мотивируя неявку плохим самочувствием. В результате Доровский сумел затянуть процесс до истечения срока давности, составляющего по особо тяжким преступлениям 15 лет, и 12 мая 2015 года уголовное дело в отношении Доровского по его ходатайству было прекращено по нереабилитирующему основанию.

## Семья
Был женат, есть сын.